# 卡萨尔格拉索
卡萨尔格拉索（義大利語：Casalgrasso），是意大利库内奥省的一个市镇。总面积17平方公里，人口1435人，人口密度84.4人/平方公里（2009年）。ISTAT代码为004045。